# Svoboda na počátku i na konci
Svoboda na počátku i na konci (anglicky The First and Last Freedom) je kniha indického filosofa Džiddú Krišnamúrtiho (1895–1986). Poprvé byla publikována v roce 1954. Toto vydání obsahuje předmluvu od Aldouse Huxleyho, který se zasloužil o rozšíření zájmu o Krišnamúrtiho a o rozšíření jeho idejí. Šlo o první Krišnamúrtiho titul přístupný širší veřejnosti. Podobnou strukturu, to znamená prezentace vzájemně propojených témat, následovaná záznamem diskusí s účastníky přednášek, využívají publikacích Krišnamúrtiho. Do roku 2015 došlo v anglofonní oblasti k několika reedicím v tištěné i digitální formě.

## Pozadí
Po ukončení projektu World Teacher Project v letech 1929–30 působil Jiddu Kršnamúrti jako nezávislý, nekonvenční filosof. Během druhé světové války zůstal ve své rezidenci v Ojai v Kalifornii v relativní izolaci. Spřátelil se zde se spisovatelem Aldousem Huxleym, který se s Krišnamúrtim se setkal v roce 1938. Krišnamúrti na Huxleyho radu začal úspěšně publikovat v nakladatelství Harper. Do té doby byly jeho práce vydávány pouze v malých nákladech, jako odborná literatura, nebo jako interní tisky specializovaných organizací.

## O díle
Podobně jako velká většina Krišnamúrtiho textů se kniha skládá z upravených úryvků z veřejných projevů a diskusí. Texty se opakovaně zabývají následujícími tématy: přirozeností člověka – a také víry, zkoumáním strachu a touhy, zkoumáním vztahu mezi myslitelem a myšlením, konceptem bezvýběrového uvědomění, funkcí mysli atd. Po Krišnmúrtiho úvodu následuje dvacet kapitol, pokrývajících vzájemně související témata. Druhá část - „Otázky a odpovědi“ - se skládá z 38 pojmenovaných krátkých kapitol, převzatých ze Krišnamúrtiho setkání s veřejností. Tyto kapitoly se převážně týkají témat z první části knihy. Knihu editoval D. Rajagopal – tehdejší Krišnamúrtiho blízký spolupracovník, redaktor a manažer.
Huxley ke knize poskytnul desetistránkovou předmluvu, která je komplexním úvodem do Krišnamúrtiho filozofie. Huxley oceňoval Krišnamúrtiho odpovědi na otázky posluchačů, které obvykle následovaly po přednáškách. Navrhl, aby kniha zachovala tento formát, který se opakuje také v následujících Krišnamútiho publikacích.
Podobně jako v jiných dílech Krišnamúrti nepředkládá své teze jako „nauku, které je třeba věřit, ale jako výzvu pro ostatní, aby sami pro sebe prozkoumali a ověřili její pravdivost“: 
| „ | Naším problémem je jak se osvobodit od veškeré podmíněnosti. Buď si řeknete že je to nemožné, že se žádná lidská mysl nemůže od podmíněnosti osvobodit, nebo začnete experimentovat, zkoumat, dotazovat se, objevovat. ... Tím chci říci to, že je jistě možné, aby byla mysl svobodná od veškeré podmíněnosti – ne to, že byste měli akceptovat moji autoritu. Jestliže to přijmete na základě autority, nikdy to neobjevíte ... a nebude to mít žádný smysl. ... Jestliže chcete nalézt pravdu kvůli sobě, musíte s ní experimentovat a bystře ji následovat. | “ |
| — Jiddu Krishnamurti, The First and Last Freedom, "Questions and Answers: 20. On the Conscious and Unconscious Mind" | |   |

## Historie vydávání
Kniha poprvé vyšla v květnu 1954 v USA v nakladatelství Harper a ve Velké Británii v nakladatelství Golancz. Autorská práva vlastnila organizace Krišnamúrti Writings (KWINC), který tehdy byla zodpovědná za propagaci Krišnamúrtiho díla po celém světě. Vydavatelská práva byla v polovině 70. let převedena na nové organizace, související s Krišnamúrtim (Krišnamúrti Foundations). Na počátku 21. století byla převedena na organizaci Krišnamúrti Publications (K Publications), která nese celosvětovou odpovědnost za vydávání Krišnamúrtiho prací.
Kniha zaznamenala „okamžitý úspěch“, koncem roku 1954 měla 6. dotisk. V roce 2015 vyšel 51. dotisk brožovaného vydání z roku 1975. Vzhledem k dobrým recenzím se ukázalo, že jde o „přesvědčivý vstup“ do nakladatelství, kterým se Krišnamúrti v aréně komerčního vydavatelství zavedl jako životaschopný autora. 
Asi třetina knihy byla zahrnuta do The Penguin Krišnamúrti Reader, kompilace z roku 1970, kterou editovala Krišnamúrtiho životopiskyně Mary Lutyens. Tato publikace byla rovněž úspěšná, a to komerčně i u kritiky. Kromě toho Penguin Books v roce 2013 publikoval prostřednictvím své divize Ebury Publishing nové vydání The First and Last Freedom s předmluvou specifickou pro danou edici.
Anglický text knihy byl v roce 2022 dostupný na stránkách legacy.jkrishnamurti.org.

## Přijetí
Krišnamúrtiho životopisec napsal, že Huxleyho předmluva „nastavila náladu, aby bylo dílo vzato velmi vážně“. Jiný uvedl, že od konce května 1954 kniha přitáhla na Krišnamúrtiho přednášky větší publikum. Jean Burden v sympatizujícím článku z roku 1959 v Prairie Schooner knize částečně připsal zvýšený zájem o Krišnamúrtiho.
Kirkus Reviews to popsal jako „jasnou a zajímavou prezentaci úhlu pohledu, který osloví mnoho lidí, kteří považují tradičnější přístupy k pravdě za slepé uličky. " Recenze v The Atlanta Journal and the Atlanta Constitution konstatovala, že Krišnamúrtiho myšlení „opisuje praktický kruh. Je to tak jasné, tak přímočaré, že čtenář pociťuje na každé stránce výzvu.“ Oproti tomu The Times of India, ačkoli kritizovaly základní poselství díla jako neoriginální, napsaly, že Krišnamúrtiho výroky obsahují „tekutou nejednoznačnost a téměř zákeřnou přijatelnost“, aby došly k závěru, že dílo je „celé teorií bez praxe a v současném kontextu se jeví jako pouhý únik."
Publikace zaujala praktikující i teoretické psychoterapeuty a připravila půdu pro pozdější dialog mezi Krišnamúrtim a profesionály z této oblasti. Také vedla ke Krišnamúrtiho dlouhému a plodnému vztahu s teoretickým fyzikem Davidem Bohmem, jehož neortodoxní přístup k otázkám fyziky a vědomí často koreloval s Krišnamúrtiho filosofickými názory.
Práce je již od srpna 1954 zmiňována disertačních pracích zaměřených na vzdělávání. Krišnamúrti je i v následujících desetiletích citován v pedagogických výzkumech. Kniha také zaujala badatele v psycholingvistice, kde vyvolala pochvalné poznámky o Krišnamúrtiho názorech ohledně "oddělení ... mezi myslitelem a myšlenkou“. Kromě jiných oblastí byla kniha citována v ergoterapeutických vědeckých článcích, v článcích o lékařské etice a ve výzkumu současné spirituality. Více než půl století po prvním vydání dílo pochvalně zmiňují články v obecně zájmových médiích – například v článcích o meditaci a všímavosti.
Kniha rovněž inspirovala umělce. Pravděpodobně ovlivnila Huxleyho při psaní románu Island z roku 1962. Také podnítila srovnání mezi Krišnamúrtiho filozofií a poezií Emily Dickinsonové a pomohla profesionálním arteterapeutům.